# Robert H. Milroy
Robert Huston Milroy (11 de junio de 1816 - 29 de marzo de 1890) fue un abogado, juez y general en el ejército de la Unión durante la guerra de Secesión. Fue conocido por su severidad en la ocupación de la ciudad de Winchester, en Virginia, de donde fue expulsado las tropas confederadas durante la segunda batalla de Winchester, el 15 de mayo de 1863, durante la campaña de Gettysburg.

## Juventud
Milroy nació el 11 de junio de 1816 en una granja en la aldea de Canton, a 8 km de Salem, Indiana. Era hijo de Samuel y Martha (Huston) Milroy. Después, su familia se estableció en el condado de Carroll en 1826. Completó una pasantía en la academia militar en Norwich, Vermont, en 1843. Robert Huston Milroy fue nombrado capitán del 1st Indiana Volunteers el 20 de junio de 1846. Pasó dos años en Texas durante la guerra entre Estados Unidos y México. Regresó al este y se convirtió en capitán del 1.er Regimiento de Voluntarios de Indiana de 1846 a 1847. Se licenció en derecho en la Universidad de Indiana en 1850 y se hizo abogado y juez en la pequeña ciudad de Rensselaer, Indiana, donde se instaló con su familia en 1854.

## Guerra de Secesión
Justo antes de la investidura de Abraham Lincoln como presidente, Milroy reclutó entre sus conciudadanos de Rensselaer suficientes hombres para formar una compañía para la 9.ª Milicia de Indiana, de la cual fue nombrado capitán después de la batalla de Fort Sumter, que tuvo lugar el 16 de abril de 1861, marcando el inicio de la Guerra de Secesión. El  27 de abril de 1861 dejó la milicia y pasó al ejército federal donde fue nombrado coronel del 9.º Regimiento de infantería de Indiana el 23 de abril de 1861.
Dejó el servicio activo por primera vez el 27 de julio de 1861, después de noventa días en activo. Fue nombrado nuevamente coronel de la 9th Indiana Infantry el 27 de agosto. Participó en la batalla de Camp Alleghany. A continuación, participó en la campaña de Virginia Occidental, dirigida por el general de división George McClellan, y fue ascendido a general de brigada el 3 de septiembre de 1861; entonces era el jefe del distrito de Cheat Mountain del Mountain Department, y estuvo al mando de una brigada durante la campaña del Valle de Shenandoah, de 1862, liderada victoriosamente por el general confederado Stonewall Jackson contra las tropas federales. El 8 de mayo de 1862, en la batalla de McDowell, Milroy lanzó a sus hombres a un ataque «pírrico» contra las tropas de Stonewall Jackson; desestabilizó al enemigo por un momento, pero no logró ponerlo en fuga. Participó en la batalla de Cross Keys como comandante de una brigada en el ejército del general Frémont.
Bajo el mando de John Pope, Milroy mandó otra brigada del ejército federal, durante la segunda batalla de Bull Run. Fue nombrado major-general en marzo de 1863.
A comienzos de enero de 1863, Milroy, al frente de la segunda división del VIII° Cuerpo, llegó a Winchester, Virginia. Allí alcanzó la cumbre de su impopularidad: siendo comandante de la plaza y de las tropas de ocupación, hizo cumplir la ley marcial con el mayor rigor e incluso la agravó con medidas arbitrarias. «En esta ciudad […] mi voluntad es la ley absoluta. […] Siento en mí una fuerte disposición a ser un tirano en medio de estos traidores», escribió en una carta del 18 de enero de 1863. Además de las ejecuciones sumarias, se le acusó de permitir que maltratasen a las «South ladies». Lo que habría justificado afirmando que «el infierno no está suficientemente lleno, y habría que completarlo con estas mujeres secesionistas de Winchester». Hay que decir que a comienzos de enero de 1863  comenzó la aplicación de la proclama de emancipación, que Milroy, rígido y abolicionista convencido, quiso hacer de Winchester un ejemplo, y que se enfrentó a una numerosa población femenina (los hombres estaban casi todos en combate) numerosa, culta, hábil en explotar todos sus errores, y no dudó en victimizarse.
La política de represión sistemática Milroy frente a los habitantes fue tal —la casa de James M. Mason, el representante de la Confederación ante el gobierno británico, fue arrasada, junto con muchas otras, la población fue saqueada y muerta de hambre, etc.— que perdió incluso el apoyo de aquellos que eran prounionistas, y su servicio de inteligencia no pudo obtener de ellos ninguna ayuda. Así, no se le advirtió de la llegada los refuerzos de Richard Stoddert Ewell a la cabeza de la vanguardia de los sudistas lanzada en su campaña de invasión de Pensilvania (campaña de Gettysburg), y se encontró atrapado en una pinza.
Confiado en sus fuerzas (6 900 hombres, bien equipados con artillería, abastecidos y atrincherados), decidió el 13 de junio resistir el avance sudista, a pesar de la orden del general en jefe de las tropas federales Henry W. Halleck, —orden recibida de Washington— de evacuar Winchester. Más tarde, al ver perdida la segunda batalla de Winchester, Milroy decidió el 14 de junio evacuar la ciudad durante la noche. Pero al amanecer del 15 de junio de 1863, sus tropas fueron detenidas por los confederados en la ruta del norte, la turnpike  de Martinsburg. Y cuando llegó frente a ellos la famosa brigada Stonewall, se negaron a luchar, raro ejemplo de rendición en campo abierto por parte de un ejército que marcha por una ruta. Milroy y sus oficiales lograron escapar, pero dejaron en manos de los confederados a 3 000 hombres válidos y a cerca de 1 000 heridos, la totalidad de su artillería, compuesta por 23 cañones, 300 caballos, enormes cantidades de equipamiento y provisiones y 300 carros de intendencia.
Milroy fue encarcelado a su llegada a Harpers Ferry, acusado de cobardía. Escribió a Abraham Lincoln, que le respondió el 29 de junio de 1863: «Nunca he dudado de su valentía o de su devoción por nuestra causa … pero … apenas he leído nada de usted que no contenga calumnias contra sus superiores y quejas sobre lo que le ordenaron que hiciera. Siempre planteó la idea de que lo perseguían por no proceder de West Point, y lo repite en estas cartas. Mi querido general, me temo que ese es su problema…».
Cuando fue juzgado en consejo de guerra diez meses después, Milroy citó en su defensa un telegrama que supuestamente recibió de su superior, el general de división Robert C. Schenck, según el cual debía esperar nuevas órdenes. También reivindicó el honor de haber dado tiempo, gracias a su resistencia en Winchester, al Ejército del Potomac para moverse hacia el norte, permitiendo así la derrota sudista en Gettysburg. A pesar del enorme impacto psicológico y material que tuvo la derrota de Winchester en los soldados y civiles del norte, Milroy fue absuelto.
Milroy fue trasladado seguidamente al frente occidental. En la primavera de 1864 estaba en Nashville, Tennessee, encargado de reclutar para el ejército de Cumberland bajo el mando del general de división George Henry Thomas. Luego dirigió la defensa de la línea Nashville & Chattanooga Railroad hasta el final de la guerra. En principio fue relevado de todo mando activo, pero en 1864, durante la Tercera batalla de Murfreesboro —durante la campaña de Franklin-Nashville— ordenó a un escuadrón del 13.º regimiento de caballería de Indiana cargar contra una batería confederada, causando numerosas muertes. Milroy dejó el ejército el 26 de julio de 1865.
Se nombró «Fuerte Milroy» al fuerte que comenzó a construirse en 1861 en la cima de Cheat Mountain (West Virginia). Ubicado a casi 1300 m  sobre el nivel del mar, fue el fuerte más alto que comenzó a construirse por el Union Army, y fue abandonado antes de completarse.

## Después de la guerra
Milroy se convirtió en director de la compañía Wabash and Erie Canal. A continuación, desde 1872 hasta 1875, fue director de la oficina de Asuntos Indios en el Territorio de Washington, antes de ser agente en la oficina de Olympia durante diez años. Durante este período, el «General Águila Gris» se ocupó de proteger las tierras de los indios Yakama (y su antiguo jefe Kamiakin) contra las incursiones de los ganaderos blancos.
Robert H. Milroy murió en Olimpia el 29 de marzo de 1890. Su tumba se encuentra en el Masonic Memorial Park de Tumwater, Washington. Se le erigió una estatua de bronce en 1910 en Rensselaer, Indiana. Milroy es autor de las memorias Papers of General Robert Huston Milroy, publicadas en 1965 y 1966.